# Harpalus rufitarsoides
Harpalus rufitarsoides é uma espécie de insetos coleópteros pertencente à família Carabidae.
A autoridade científica da espécie é Schauberger, tendo sido descrita no ano de 1934.
Trata-se de uma espécie presente no território português.